# Minoru Takenaka
Minoru Takenaka (竹中 穣 Takenaka Minoru?, nacido el 19 de noviembre de 1976 en Hiroshima) es un exfutbolista japonés. Jugaba de delantero y su último club fue el FC Machida Zelvia de Japón.

## Trayectoria

### Clubes
| Club                 | País     | Año         |
| -------------------- | -------- | ----------- |
| FK Atlantas Klaipėda | Lituania | 2000 - 2003 |
| Yokohama FC          | Japón    | 2003        |
| FC Machida Zelvia    | Japón    | 2004 - 2008 |